# Bedourie, Queensland
Bedourie este o localitate în statul Queensland, Australia.